# Nothocercus julius
O inhambu-de-peito-pardo ou inambu-de-peito-pardo (Nothocercus julius) é uma espécie de ave da família dos Tinamidae. É encontrada em florestas úmidas no norte da América  do Sul.